# Championnats d'Europe de taekwondo 2008
Navigation
Édition précédente Édition suivante
Les championnats d'Europe de taekwondo 2008 ont été organisés du 10 au 13 avril 2008 à Rome, en Italie. Il s'agissait de la dix-huitième édition des championnats d'Europe de taekwondo.

## Podiums

### Hommes
| Catégorie             | Or                     | Argent               | Bronze                 |
| --------------------- | ---------------------- | -------------------- | ---------------------- |
| Poids Fin (–54 kg)    | Seïfoulla Magomedov    | Daniel Kurvinen      | Vicente Muriel Arias   |
| Poids Fin (–54 kg)    | Seïfoulla Magomedov    | Daniel Kurvinen      | Surechet Singsorn      |
| Poids mouche (–58 kg) | Einur Amanov           | Boris Winkler        | Fırat Pozan            |
| Poids mouche (–58 kg) | Einur Amanov           | Boris Winkler        | Tyrone Robinson        |
| Poids coq (–63 kg)    | Levent Tuncat          | Martin Stamper       | Dimitri Frank          |
| Poids coq (–63 kg)    | Levent Tuncat          | Martin Stamper       | Maciej Ruta            |
| Poids plume (–67 kg)  | Servet Tazegül         | Ilkin Shahbazov      | Daniel Manz            |
| Poids plume (–67 kg)  | Servet Tazegül         | Ilkin Shahbazov      | Dennis Bekkers         |
| Poids léger (–72 kg)  | Rıdvan Baygut          | Manuel Mark          | Anestis Nikolaidis     |
| Poids léger (–72 kg)  | Rıdvan Baygut          | Manuel Mark          | Tommy Mollet           |
| Poids Welter (–78 kg) | Arman Yeremian         | Nicolás García Hemme | Bashir Adam            |
| Poids Welter (–78 kg) | Arman Yeremian         | Nicolás García Hemme | Mamédy Doucara         |
| Poids moyens (–84 kg) | Konstantinos Gkoltsios | Bahri Tanrıkulu      | Mauro Sarmiento        |
| Poids moyens (–84 kg) | Konstantinos Gkoltsios | Bahri Tanrıkulu      | Radomir Samardžić      |
| Poids lourds (+84 kg) | Alexandros Nikolaidis  | Pascal Gentil        | Leonardo Basile        |
| Poids lourds (+84 kg) | Alexandros Nikolaidis  | Pascal Gentil        | Mikel Bernal Fernández |

### Femmes
| Catégorie             | Or                         | Argent              | Bronze               |
| --------------------- | -------------------------- | ------------------- | -------------------- |
| Poids Fin (–47 kg)    | Sümeyye Güleç              | Kadriye Selimoğlu   | Iliana Eneva         |
| Poids Fin (–47 kg)    | Sümeyye Güleç              | Kadriye Selimoğlu   | Louise Mair          |
| Poids mouche (–51 kg) | Brigitte Yagüe             | Caroline Fisher     | Anna Mirkin          |
| Poids mouche (–51 kg) | Brigitte Yagüe             | Caroline Fisher     | Maéva Coutant        |
| Poids coq (–55 kg)    | Hatice Kübra Yangın        | Margarita Mkrchian  | Yulia Smichkova      |
| Poids coq (–55 kg)    | Hatice Kübra Yangın        | Margarita Mkrchian  | Eleonora Platania    |
| Poids plume (–59 kg)  | Estefanía Hernández García | Martina Zubčić      | Cristiana Corsi      |
| Poids plume (–59 kg)  | Estefanía Hernández García | Martina Zubčić      | Elin Johansson       |
| Poids léger (–63 kg)  | Marlène Harnois            | Olga Cherkun        | Hamide Bıkçın        |
| Poids léger (–63 kg)  | Marlène Harnois            | Olga Cherkun        | Margherita Zocco     |
| Poids Welter (–67 kg) | Helena Fromm               | Gwladys Epangue     | Simona Hradilová     |
| Poids Welter (–67 kg) | Helena Fromm               | Gwladys Epangue     | Sibel Güler          |
| Poids moyens (–72 kg) | Sandra Šarić               | Burcu Sallakoğlu    | Nina Solheim         |
| Poids moyens (–72 kg) | Sandra Šarić               | Burcu Sallakoğlu    | Julia Swietkowiak    |
| Poids lourds (+72 kg) | Karolina Kedzierska        | Daniela Castrignanò | Marina Konieva       |
| Poids lourds (+72 kg) | Karolina Kedzierska        | Daniela Castrignanò | Anne-Caroline Graffe |

## Tableau des médailles
| Rang  | Nation      | Or | Argent | Bronze | Total |
| ----- | ----------- | -- | ------ | ------ | ----- |
| 1     | Turquie     | 3  | 2      | 1      | 6     |
| 2     | France      | 2  | 3      | 4      | 9     |
| 3     | Russie      | 2  | 1      | 4      | 7     |
| 4     | Espagne     | 2  | 1      | 2      | 5     |
| 5     | Royaume-Uni | 2  | 0      | 2      | 4     |
| 6     | Allemagne   | 1  | 1      | 4      | 6     |
| 7     | Croatie     | 1  | 1      | 1      | 3     |
| 8     | Azerbaïdjan | 1  | 0      | 1      | 2     |
| 8     | Italie      | 1  | 0      | 1      | 2     |
| 8     | Israël      | 1  | 0      | 1      | 2     |
| 11    | Grèce       | 0  | 2      | 2      | 4     |
| 12    | Ukraine     | 0  | 1      | 1      | 2     |
| 12    | Suède       | 0  | 1      | 1      | 2     |
| 14    | Autriche    | 0  | 1      | 0      | 1     |
| 14    | Danemark    | 0  | 1      | 0      | 1     |
| 14    | Serbie      | 0  | 1      | 0      | 1     |
| 17    | Pays-Bas    | 0  | 0      | 2      | 2     |
| 17    | Pologne     | 0  | 0      | 2      | 2     |
| 19    | Moldavie    | 0  | 0      | 1      | 1     |
| 19    | Slovénie    | 0  | 0      | 1      | 1     |
| 19    | Suisse      | 0  | 0      | 1      | 1     |
| Total | Total       | 16 | 16     | 32     | 64    |